# 尼娜·库克林娜
尼娜·康斯坦丁诺夫娜·库克林娜-弗拉娜（俄语：Нина Константиновна Куклина-Врана，1915年1月20日—2000年），苏联抒情花腔女高音歌唱家，声乐教育家。基辅音乐学院教授。

## 生平
1915年生于俄罗斯帝国外貝加爾州涅尔琴斯克。1931年开始音乐生涯，1935年后在伊尔库茨克东西伯利亚歌剧院、伊尔库茨克广播电台、彼尔姆歌剧院、莫斯科尼斯拉夫斯基剧院等地担任歌剧独唱演员。1941年至1958年在哈萨克歌舞剧院任职。1943年获哈萨克苏维埃社会主义共和国功勋艺术家称号。1947年获哈萨克苏维埃社会主义共和国人民艺术家称号。1949年毕业于格涅辛音乐教育学院。1956年至1958年以苏联专家的身份在中央音乐学院声乐系访问，曾执导排演《黑桃皇后》第一幕第二场。1958年开始在乌克兰基辅音乐学院任教。1977年晋升教授。

## 出版物
- 妮娜·库克琳娜. . 中央音乐学院专家讲稿译丛. 音乐出版社. 1959.